# Hugo Kämper
Hugo Johannes Kämper (* 13. Juni 1845 in Minden; † 6. Mai 1926 in Berlin-Grunewald) war ein preußischer Generalleutnant.

## Leben
Nach dem Besuch des Gymnasiums in Minden trat Kämper als Offiziersaspirant am 11. April 1865 in das Westfälische Festungs-Artillerie-Regiment Nr. 7 der Preußischen Armee ein. Im Krieg gegen Frankreich 1870/71 erhielt er das Eiserne Kreuz II. Klasse. Ab 29. März 1892 befehligte Kämper das 2. Westpreußische Feldartillerie-Regiment Nr. 36, wurde am 20. Juli 1897 zum Kommandeur der 15. Feldartillerie-Brigade in Straßburg ernannt und kurz darauf zum Generalmajor befördert. Durch Umbenennung dieses Großverbandes wurde zum 1. Oktober 1899 die 30. Feldartillerie-Brigade gebildet, als deren Kommandeur Kämper weiterhin fungierte. In Würdigung seiner Leistungen erhielt er am 19. Januar 1901 den Kronenorden II. Klasse mit Stern. Am 18. April 1901 wurde Kämper mit dem Charakter als Generalleutnant zur Disposition gestellt.
Kämper war seit 1873 mit Caroline, geborene Luyken, verheiratet. Ihr einziger Sohn Max fiel am 10. November 1916 als Oberleutnant der Reserve bei Sailly-Saillisel an der Westfront während des Ersten Weltkriegs. Sie hatten zwei Töchter, Elisabeth und Anna Kämper.